# Fabryka im. Małyszewa
Fabryka im. Małyszewa (ukr. Завод імені В. О. Малишева), dawniej Charkowska Fabryka Parowozów (ChPZ) – ukraiński państwowy producent sprzętu ciężkiego w Charkowie, wcześniej zakład rosyjski i radziecki. Został tak nazwany na cześć sowieckiego polityka Wiaczesława Małyszewa. Produkuje obecnie wojskowe pojazdy opancerzone, w tym czołgi, silniki Diesla, wyposażenie dla kopalń i przemysłu wydobywczego. Wcześniej produkowano m.in. lokomotywy. Wśród czołgów produkowanych w fabryce najbardziej znane były T-34, T-54, T-64 i T-80. Fabryka jest ściśle związana z Charkowskim Biurem Konstrukcyjnym im. Morozowa (ChMDB), projektantem wojskowych wozów bojowych.

## Kalendarium
- 1895 – założenie Charkowskiej Fabryki Parowozów (ros. Charkowskij parowozostroitielnyj zawod – ChPZ, Харьковский паровозостроительный завод, ХПЗ, ukr. Charkiwśkyj parowozobudiwnyj zawod, Харківський паровозобудівний завод), jako zakładu należącego do powołanej w tym roku Rosyjskiej Spółki Akcyjnej Budowy Parowozów i Mechanicznej (Russkoje Parowozostroitielnoje i Miechaniczeskoje akcjonernoje obszczestowo)
- 1923 – utworzenie linii produkcyjnej traktorów Kommunar
- 1928 – zmiana nazwy na Charkowską Fabrykę Parowozów im. Kominternu (ros. Charkowskij parowozostroitielnyj zawod imieni Kominterna), założenie biura projektowego czołgów, produkcja m.in. czołgów T-24, BT i T-35
- 1936 – zmiana nazwy na Fabrykę nr 183 (Zawod No. 183)
- 1940 – rozpoczęcie produkcji czołgu T-34
- 1941 – fabryka przeniesiona do Niżnego Tagiłu w górach Ural i włączona w skład Fabryki Uralwagonzawod, z czego uformowano Uralską Fabrykę Czołgów nr 183
- 1945 – odbudowana jako Charkowska Fabryka Diesla nr 75
- 1947 – rozpoczęcie seryjnej produkcji czołgów T-54 i T-55
- 1957 – zmiana nazwy na Fabrykę im. Małyszewa (ukr. Zawod imeni W. O. Małyszewa, Завод імені В. О. Малишева)
- 1983 – rozpoczęcie produkcji czołgu T-80
- 1990 – przejęcie fabryki przez rząd Ukrainy

## Historia
Produkcja lokomotyw w Charkowskiej Fabryce Parowozów rozpoczęła się w 1897 roku, kiedy to zbudowano pierwsze dwie maszyny. Produkcja szybko osiągnęła poziom ponad 100 rocznie i łącznie do 1917 roku i rewolucji październikowej zbudowano 2572 parowozy (według innych danych, o 50 więcej). Z porównania produkcji wynika, że było to ok. 12% lokomotyw zbudowanych w Imperium Rosyjskim. W okresie między 1918 rokiem a ewakuacją fabryki w 1941 r. zbudowano dla radzieckiego ministerstwa kolei (NKPS) 3310 parowozów.
Po rewolucji październikowej i ustanowieniu radzieckiej władzy na Ukrainie, fabryka została częściowo przestawiona na produkcję i montaż ciągników rolniczych, zaś po 1927 roku czołgów. Fabryka „Bolszewik” w Leningradzie oraz ChPZ były pierwszymi dwiema radzieckimi fabrykami czołgów, zmodernizowanymi w 1929 roku przy pomocy Niemiec po Układzie w Rapallo.
Po II wojnie światowej, w fabryce w Charkowie, przemianowanej na Charkowski Zakład Budowy Maszyn Transportowych, podjęto budowę lokomotyw spalinowych. W okresie 1947–1955 zbudowano ich 843 – był to w tych latach jedyny producent lokomotyw spalinowych w ZSRR. Na przełomie lat 50. i 60. budowano ok. 200 lokomotyw miesięcznie, lecz od 1963 roku wielkość produkcji zaczęła maleć i ostatnie lokomotyw spalinowe wyprodukowano w 1968 roku. W okresie 1956–1968 zbudowano 1640 lokomotyw.

### Produkcja czołgów
W roku 1928 w fabryce zostało założone biuro projektowe czołgów, które miało być odpowiedzialne za kilka z najważniejszych kiedykolwiek zbudowanych czołgów, a w końcu stało się Biurem Projektowym im. Aleksandra Morozowa. ChPZ zaprojektowała i wyprodukowała dwadzieścia pięć czołgów T-24, potem prawie 800 szybkich czołgów BT (stanowiących rozwinięcie licencji amerykańskiej). Zbudowano w niej także niewielką ilość wielowieżowych czołgów T-35.
Krótko przed niemiecką inwazją na Związek Radziecki, ChPZ rozpoczęła produkcję seryjną czołgu T-34 – produkowanego w największych ilościach czołgu II wojny światowej. Produkcja seryjna rozpoczęła się w czerwcu 1940 roku w Charkowie, a potem w Stalingradzkiej Fabryce Traktorów i Fabryce Budownictwa Okrętowego w Sormowie. W roku 1941 z powodu ofensywy niemieckiej, wyposażenie fabryki ChPZ oraz warsztaty projektowe zostały przeniesione w góry Ural. Fabryka została tam połączona z fabryką Uralwagonzawod w Niżnym Tagile w jedno przedsiębiorstwo, nazwane Uralską Fabryką Czołgów nr 183.
Gdy Charków został odbity, rozpoczęto tam produkcję nowego czołgu T-44 w roku 1945, wtedy też zostały zbudowane pierwsze prototypy pojazdów T-54. Po tym, jak wojna się skończyła, biuro projektowe i fabryka stopniowo przeniosły wszystkie prace z powrotem na Ukrainę. Produkcja T-54 rozpoczęła się na Uralu i w Charkowie w latach 1947–1948, a przesunięcie produkcji zakończyło się wraz z ponownym ustanowieniem w 1951 roku Biura Projektowego w Charkowie, zwanego już KB-60M. Oznaczenie „Fabryka nr 183” nadal określało zakłady przemysłowe w Niżnym Tagile, a Fabryka w Charkowie została nazwana Fabryką nr 75, po czym przemianowano ją w 1957 roku na Fabrykę im. Wiaczesława Małyszewa. Fabryka budowała silniki czołgowe, a potem zajęto się w niej produkcją czołgów T-54, T-55 (rok 1958, najliczniej produkowany czołg w historii) i T-64. T-64 był budowany także w Leningradzkiej Fabryce im. Siergieja Kirowa oraz fabryce Uralwagonzawod. W latach 60. biuro zaprojektowało także czołgi OT-54 i TO-55 z miotaczami ognia dla potrzeb produkcji w Omskiej Fabryce Konstrukcyjnej Maszyn Transportowych. Czołg T-80 z silnikiem napędzanym turbiną gazową był produkowany od 1983 roku, a T-80UD (bardziej konwencjonalny model z silnikiem Diesla) od 1985 roku.
Elementy i podzespoły czołgów były produkowane w różnych fabrykach, zaś Fabryka im. Małyszewa była wyspecjalizowana w silnikach i skrzyniach biegów.

### Po ukraińskiej niepodległości

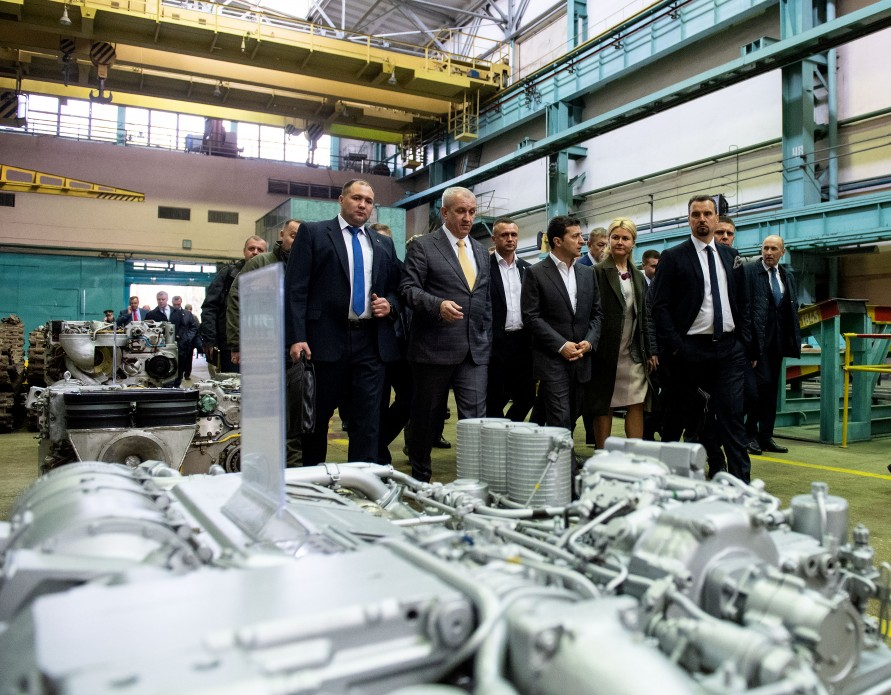
Wizyta prezydenta Wołodymyra Zełenskiego w Fabryce im. Małyszewa, 2019

Fabryka im. Małyszewa w sprzyjających jeszcze warunkach wyprodukowała 800 czołgów w 1991 roku, lecz przeżyła trudne czasy po rozpadzie ZSRR, przez co wyprodukowała tylko 46 czołgów do roku 1996, kiedy został podpisany kontrakt wartości 650 mln dolarów na dostawy 320 czołgów T-80UD do Pakistanu. Realizacja umowy była problematyczna – rozproszenie sowieckiego przemysłu zbrojeniowego wymusiło uzależnienie od rosyjskich fabryk produkujących części, a rosyjskie wpływy polityczne spowodowały konieczność rozwoju potencjału lokalnego, czego rezultatem był projekt czołgu T-84.